# Alina Reh
Alina Reh (Laichingen, 23 de mayo de 1997) es una deportista alemana que compite en atletismo.
Ganó una medalla de bronce en el Campeonato Europeo de Atletismo de 2018, en la prueba de 10 000 m. En la modalidad de campo a través, obtuvo cuatro medallas en el Campeonato Europeo de Campo a Través, en los años 2021 y 2022.

## Palmarés internacional
| Campeonato Europeo | Campeonato Europeo | Campeonato Europeo | Campeonato Europeo |
| Año                | Lugar              | Medalla            | Prueba             |
| ------------------ | ------------------ | ------------------ | ------------------ |
| 2018               | Berlín (Alemania)  | Medalla de bronce  | 10 000 m           |

| Campeonato Europeo | Campeonato Europeo  | Campeonato Europeo | Campeonato Europeo |
| Año                | Lugar               | Medalla            | Prueba             |
| ------------------ | ------------------- | ------------------ | ------------------ |
| 2021               | Dublín (Irlanda)    | Medalla de plata   | Equipo             |
| 2021               | Dublín (Irlanda)    | Medalla de bronce  | Individual         |
| 2022               | La Mandria (Italia) | Medalla de oro     | Equipo             |
| 2022               | La Mandria (Italia) | Medalla de bronce  | Individual         |